# Tomislav Muhvić

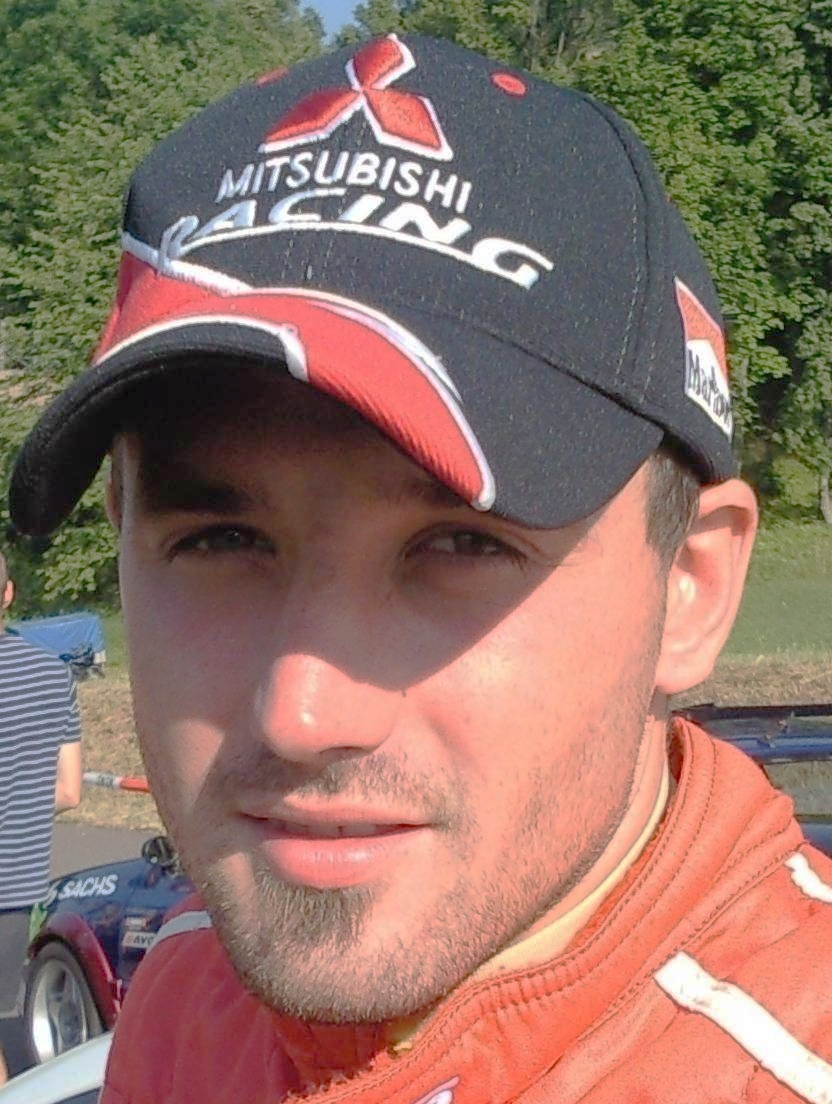
Tomislav Muhvić 2013

Tomislav Muhvić (* 11. März 1988 in Rijeka) ist ein kroatischer Bergrennfahrer. 2013 wurde er Europa-Bergmeister der Tourenwagen auf einem Mitsubishi Lancer EVO IX der Gruppe N.

## Stationen
- 2010 Honda Civic Type R
- ab 2011 Mitsubishi Lancer EVO IX Gr. N

In der EBM fuhr er bis 2012 nur mäßige Erfolge heraus; beste Platzierung bei einem Einzelrennen war ein zweiter Platz. 2013 errang er drei Klassensiege bis zum vorletzten Lauf und lag vor dem entscheidenden Lauf in Buzet auf dem dritten Rang der Gesamtwertung. Auf seiner Heimstrecke gewann er wieder und überholte seine Konkurrenten, die weniger oder keine Punkte bekamen.

## Leben
Laut eigener Aussage lebt er in Mali Lug, einem Dorf in der Gegend Primorje-Gorski Kotar. Nach Miroslav Jakes ist er der zweitjüngste Europameister der Kategorie 1. Er ist verlobt.